# Першоквітневі RFC
Починаючи з 1989 року кожне 1 квітня Internet Engineering Task Force публікує один або декілька жартівливих документів RFC, продовжуючи традицію, почату з червня 1973 року, коли був випущений RFC під назвою ARPAWOCKY. Наступний список включає також декілька гумористичних RFC, виданих в інші числа.

## Список першоквітневих RFC
| Дата           | RFC      | Назва | Автор                                                         | Розмір     | Стан          | Коментарі                                                   |
| -------------- | -------- | --- | ------------------------------------------------------------- | ---------- | ------------- | ----------------------------------------------------------- |
| 22 червня 1973 | RFC 527  | ARPAWOCKY | R. Merryman, Каліфорнійський університет, Сан-Дієґо           |            |               | Стилізація під Люїса Керролла.                              |
| 1 квітня 1978  | RFC 748  | Telnet randomly-lose option | M.R. Crispin                                                  | 2741 байт  | Unknown       | Пародія на стиль документування протоколів TCP/IP.          |
| 1 грудня 1985  | RFC 968  | Twas the night before start-up                                                                                                 | V.G. Cerf                                                     |            |               | Стилізація під відомий вірш К. К. Мура «Ніч перед Різдвом». |
| 1 квітня 1989  | RFC 1097 | Telnet subliminal-message option                                                                                               | B. Miller                                                     | 5490 байт  | Unknown       |                                                             |
| 1 квітня 1990  | RFC 1149 | Стандарт передачі IP-дейтаграм за допомогою поштових голубів (Standard for the transmission of IP datagrams on Avian Carriers) | D. Waitzman                                                   | 3329 байт  | Experemental  | Оновлений у RFC 2549                                        |
| 1 квітня 1991  | RFC 1216 | Gigabit Network Economics and Paradigm Shifts                                                                                  | Poorer Richard, професор Kynikos                              | 8130 байт  | Informational |                                                             |
| 1 квітня 1991  | RFC 1217 | Memo from the Consortium for Slow Commotion Research (CSCR)                                                                    | Вінтон Серф                                                   | 11079 байт | Informational |                                                             |
| 1 квітня 1992  | RFC 1313 | Today’s Programming for KRFC AM 1313 Internet Talk Radio                                                                       | C. Partridge                                                  | 5444 байт  | Informational |                                                             |
| 1 квітня 1993  | RFC 1437 | The Extension of MIME Content-Types to a New Medium                                                                            | N. Borenstein, M. Linimon                                     | 13356 байт | Informational |                                                             |
| 1 квітня 1993  | RFC 1438 | Internet Engineering Task Force Statements Of Boredom (SOBs)                                                                   | A. Lyman Chapin, C. Huitema                                   | 3044 байт  | Informational |                                                             |
| 1 квітня 1994  | RFC 1605 | SONET to Sonnet Translation | Приписано Вільяму Шекспіру, насправді робота Крейга Партріджа | 4451 байт  | Informational |                                                             |
| 1 квітня 1994  | RFC 1606 | Використання протоколу IPv9 з історичної точки зору (A Historical Perspective On The Usage Of IP Version 9)                    | J. Onions                                                     | 8398 байт  | Informational |                                                             |
| 1 квітня 1994  | RFC 1607 | Погляд з XXI століття (A view from the 21st century)                                                                           | Вінтон Серф                                                   | 28165 байт | Informational |                                                             |
| 1 квітня 1995  | RFC 1776 | The Address is the Message | Стів Крокер                                                   | 2051 байт  | Informational | Without content, would we need information security?        |
| 1 квітня 1996  | RFC 1924 | A Compact Representation of IPv6 Addresses                                                                                     | R. Elz                                                        | 10409 байт | Informational |                                                             |
| 1 квітня 1996  | RFC 1925 | The Twelve Networking Truths                                                                                                   | R. Callon                                                     | 4294 байт  | Informational |                                                             |
| 1 квітня 1996  | RFC 1926 | An Experimental Encapsulation of IP Datagrams on Top of ATM                                                                    | J. Eriksson                                                   | 2969 байт  | Informational |                                                             |
| 1 квітня 1996  | RFC 1927 | (Suggested Additional MIME Types for Associating Documents)                                                                    | C. Rogers                                                     | 5254 байт  | Informational |                                                             |
| 1 квітня 1997  | RFC 2100 | Іменування майданчиків тенет (The Naming of Hosts)                                                                             | J. Ashworth                                                   | 4077 байт  | Informational |                                                             |
| 1 квітня 1998  | RFC 2321 | RITA — The Reliable Internetwork Troubleshooting Agent                                                                         | A. Bressen                                                    | 12302 байт | Informational |                                                             |
| 1 квітня 1998  | RFC 2322 | Management of IP numbers by peg-dhcp                                                                                           | K. van den Hout, A. Koopal, R. van Mook                       | 12665 байт | Informational |                                                             |
| 1 квітня 1998  | RFC 2323 | IETF Identification and Security Guidelines                                                                                    | A. Ramos                                                      | 9257 байт  | Informational |                                                             |
| 1 квітня 1998  | RFC 2324 | Гіпертекстовий протокол управління кавоваркою (Hyper Text Coffee Pot Control Protocol (HTCPCP/1.0))                            | L. Masinter                                                   | 19610 байт | Informational |                                                             |
| 1 квітня 1998  | RFC 2325 | Definitions of Managed Objects for Drip-Type Heated Beverage Hardware Devices using SMIv2                                      | M. Slavitch                                                   | 12726 байт | Informational |                                                             |
| 1 квітня 1999  | RFC 2549 | IP за допомогою поштових голубів з QoS (IP over Avian Carriers with Quality of Service)                                        | D. Waitzman                                                   | 9519 байт  | Informational | Оновлення документу RFC 1149                                |
| 1 квітня 1999  | RFC 2550 | Проблема Y10k (Y10K and Beyond)                                                                                                | S. Glassman, M. Manasse, J. Mogul                             | 28011 байт | Informational |                                                             |
| 1 квітня 1999  | RFC 2551 | The Roman Standards Process — Revision III                                                                                     | S. Bradner                                                    | 28054 байт | Informational |                                                             |
| 1 квітня 2000  | RFC 2795 | The Infinite Monkey Protocol Suite (IMPS)                                                                                      | S. Christey                                                   | 42902 байт | Informational |                                                             |
| 1 квітня 2001  | RFC 3091 | Протокол генерації числа пі (Pi Digit Generation Protocol)                                                                     | H. Kennedy                                                    |            | Informational |                                                             |
| 1 квітня 2001  | RFC 3092 | Етимологія слова «Foo» (Etymology of «Foo»)                                                                                    | D. Eastlake 3rd, C. Manros, Ерік Реймонд                      |            | Informational |                                                             |
| 1 квітня 2001  | RFC 3093 | Протокол розширення брандмауера (Firewall Enhancement Protocol (FEP))                                                          | M. Gaynor, S. Bradner                                         |            | Informational |                                                             |
| 1 квітня 2002  | RFC 3251 | Електрика за допомогою IP (Electricity over IP)                                                                                | B. Rajagopalan                                                | 18941 байт | Informational |                                                             |
| 1 квітня 2002  | RFC 3252 | Binary Lexical Octet Ad-hoc Transport                                                                                          | H. Kennedy                                                    |            | Informational |                                                             |
| 1 квітня 2003  | RFC 3514 | Прапорець безпеки у IPv4 (Диявольський біт) (The Security Flag in the IPv4 Header (Evil Bit))                                  | S. Bellovin                                                   |            | Informational |                                                             |
| 1 квітня 2004  | RFC 3751 | Omniscience Protocol Requirements                                                                                              | S. Bradner                                                    |            | Informational |                                                             |
| 1 квітня 2005  | RFC 4041 | Requirements for Morality Sections in Routing Area Drafts                                                                      | A. Farrel                                                     |            | Informational |                                                             |
| 1 квітня 2005  | RFC 4042 | Формати ефективного трансформування Юнікода UTF-9 і UTF-18 (UTF-9 and UTF-18 Efficient Transformation formats of Unicode)      | M. Crispin                                                    |            | Informational |                                                             |